# Gewitter im Mai (film 1938)
Gewitter im Mai è un film del 1938 diretto da Hans Deppe. La sceneggiatura di Anton Bossi Fedrigotti è l'adattamento cinematografico di un romanzo di Ludwig Ganghofer.

## Trama

### Musiche
Nella colonna sonora del film compare la canzone Das Leben ist wie das Meer (musica di Hans Ebert, parole di Rudi Keller)

## Produzione
Il film fu prodotto dalla Tonlicht-Film GmbH, Peter Ostermayr (Berlino) per l'Universum-Film AG (UFA) (Berlino). Venne girato in Germania, ad Amburgo e a Oberstdorf, in Baviera; in Svizzera, sul Matterhorn e in Austria, nella Kleinwalsertal.

## Distribuzione
Distribuito dalla Universum Film AG (UFA), uscì nelle sale cinematografiche tedesche il 31 marzo 1938. Il 4 marzo, il film era stato presentato negli Stati Uniti, distribuito dall'Ufa Film Company con il titolo inglese Storms in May.